# Maschera (professione)
La maschera è una figura professionale dell'ambito teatrale o cinematografico (o in altri locali di pubblico spettacolo) che si occupa dell'accoglienza del pubblico.
Note anche con l'espressione generica di "Personale di sala", le maschere si preoccupano di controllare gli ingressi e verificare il possesso del biglietto, accompagnano poi gli spettatori al proprio posto e si assicurano che il pubblico mantenga un comportamento adeguato nel corso della rappresentazione, restando sempre disponibili per fornire eventuali informazioni. A questi incarichi di base si aggiungono poi la gestione del servizio guardaroba, la distribuzione di materiale informativo e altre mansioni variabili a seconda dell'Istituto che si prende in esame. Inoltre, le maschere devono sapere gestire gli imprevisti ed essere informate sulle misure anti-incendio.
All'interno dell'Organigramma dell'Associazione o della Fondazione le maschere figurano spesso alle dipendenze dei responsabili delle funzioni Comunicazione o Organizzazione.
Si tratta quindi essenzialmente di una figura di presenza per arricchire l'immagine e la reputazione del teatro stesso. Infatti in base alla loro presenza, al loro numero e alla loro uniforme, caratteristica di ciascun ente, il teatro sceglie di comunicare al pubblico un determinato grado di accoglienza o di prestigio. Queste figure sono pertanto presenti in misura massiccia all'interno di realtà quali i Teatri di Tradizione e le Fondazioni Lirico-sinfoniche, dove fanno sfoggio di uniformi eleganti e ricercate, mentre sono quasi del tutto assenti nei teatri di Associazioni no-profit di piccole dimensioni.

## Origine del termine
L'uso del termine deriva dalla tradizione del teatro veneziano del Settecento, dove gli inservienti – addetti al controllo del biglietto e all'accompagnamento dello spettatore al suo posto – portavano la maschera e il tricorno, proprio come i commedianti.

## Caratteristiche
Sebbene il personale non indossi più la maschera veneziana, questo deve indossare un'uniforme per essere facilmente riconoscibile dagli spettatori e per dare un certo tono al teatro stesso. Ciò vale sia per il teatro sia per il cinema.
Nei teatri, è uso solito fare seguire alle maschere il codice d'abbigliamento formale del personale di sala affinché queste siano riconoscibili dal pubblico. L'uso del vestiario prevede:
- Per gli uomini:
  - L'abito due pezzi nero con giacca e pantaloni, ma è attestato anche l'uso del blu navy;
  - La camicia bianca col colletto formale, possibilmente all'italiana o alla francese, da portare chiuso;
  - La cravatta di seta a tinta unita, che può essere nera o anche rossa, ma è attestato anche l'uso del farfallino;
  - Le scarpe stringate nere, possibilmente classiche, modello oxford o derby, ma sono attestati anche altri modelli.
- Per le donne:
  - L'abito due pezzi nero con giacca e pantaloni oppure con giacca e gonna;
  - La camicia bianca col colletto formale di vario tipo, da portare aperto o chiuso; oppure la maglia bianca o nera, più o meno accollata;
  - A volte, ma non sempre, il foulard o il twilly a tinta unita, possibilmente rosso, da indossare direttamente intorno al collo se si indossa una maglia, o intorno al colletto se è presente la camicia;
  - Le scarpe coi tacchi nere, aperte o chiuse, possibilmente eleganti; ma sono attestati anche stivaletti senza tacchi e altri modelli.

Inoltre, alcuni teatri fanno uso del portanome in metallo e del walkie talkie.
Nei cinema, invece, se si tratta di catene, il personale veste spesso casual e diventa riconoscibile grazie a una polo che porta il marchio della catena.
Per poter occupare questo ruolo, non è necessario aver frequentato nessuna scuola specifica o corso di formazione.
Le maschere di solito iniziano a lavorare un’ora prima dello spettacolo e terminano all’uscita di tutti gli spettatori dal teatro. Per questo motivo non si riesce ad andare oltre ad un part time, che corrisponde a circa 4 o 5 ore di lavoro. Perciò è un lavoro scelto soprattutto dai giovani che studiano o hanno un altro lavoro nelle restanti ore e che vogliono arrotondare il proprio stipendio; oppure è più in generale scelto dagli amanti del teatro, poiché si ha la possibilità di poter assistere gratuitamente agli spettacoli teatrali rappresentati.
Lo stipendio medio è di 7–8 €/ora.
Infine, è possibile ricoprire il ruolo di maschera durante l'alternanza scuola-lavoro per gli studenti delle scuole secondarie di secondo grado.

## Nel mondo
Nelle altre lingue, per il personale del pubblico spettacolo, non esiste un termine distintivo come in italiano. In spagnolo si usa "accomodador", sia per la maschera sia per l'usciere. In inglese si usa "usher" (usciere, maschera) o il generico "theatre staff" (personale di sala).